# Peggy Scott-Adams
Peggy Scott-Adams (* 25. Juni 1948 als Peggy Stoutmeyer in Opp, Alabama; † 27. März 2023 in Pensacola, Florida) war eine US-amerikanische Blues- und Soul-Sängerin. Sie wird auch als „The Little Lady with the Big Voice“ (‚Die kleine Dame mit der großen Stimme‘) bezeichnet.

## Leben und Karriere
Scott-Adams ging als Jugendliche mit Ben E. King auf Tournee. In den 1960er Jahren hatte sie als Peggy Scott im Duett mit Jo Jo Benson mehrere Soul-Hits, darunter Lover's Holiday, Soul Shake und Pickin' Wild Mountain Berries. Danach wurde es, seit sie den späten 1960er Jahren aus dem Musikgeschäft ausgestiegen war, ruhig um sie. Wayne Blackmon, der diese Hits produziert hatte, initiierte aber weitere Aufnahmen mit ihr und Jo Jo Benson, die 1984 als LP Nothing Can Stand in Our Way erschienen.
1988 zog sie nach Kalifornien und heiratete wieder. Von Produzent Jimmy Lewis wurde sie überredet, erneut ins Studio zu gehen, wo sie Mitte 1996 das Album Help Yourself aufnahm. Mit dessen Auskopplung, dem Song Bill, der von einem Ehemann handelt, der mit einem anderen Mann fremdgeht, hatte sie ein Comeback. Danach brachte Scott-Adams eine Reihe von Soul-Blues-Alben auf den Markt. 2004 erschien das Gospel-Album God Can, And He Will. 2017 wurden die Aufnahmen mit Benson aus den 1980er Jahren noch einmal unter dem neuen Titel Too Far Gone aufgelegt – Abweichungen vom Originalalbum ergaben sich vor allem durch die Einfügung ihres Comeback-Songs I’m In Love by Myself aus dem Jahr 2017.
Peggy Scott-Adams starb am 27. März 2023 im Alter von 74 Jahren in Pensacola.

## Diskografie

### Alben
| Jahr | Titel            | Höchstplatzierung, Gesamtwochen, AuszeichnungChartplatzierungen (Jahr, Titel, Platzierungen, Wochen, Auszeichnungen, Anmerkungen) | Höchstplatzierung, Gesamtwochen, AuszeichnungChartplatzierungen (Jahr, Titel, Platzierungen, Wochen, Auszeichnungen, Anmerkungen) | Anmerkungen      |
| Jahr | Titel            | US | R&B | Anmerkungen      |
| ---- | ---------------- | --- | --- | ---------------- |
| 1969 | Soulshake        | US196 (5 Wo.)US | R&B36 (7 Wo.)R&B | mit Jo Jo Benson |
| 1996 | Help Yourself    | US72 (13 Wo.)US | R&B9 (43 Wo.)R&B |                  |
| 1997 | Contagious       | — | R&B48 (34 Wo.)R&B |                  |
| 1999 | Undisputed Queen | — | R&B84 (8 Wo.)R&B |                  |

Weitere Alben
- 1984: Peggy Scott & Jo Jo Benson: Nothing Can Stand in Our Way
- 2000: Live in Alabama & More
- 2001: Hot & Sassy
- 2003: Busting Loose
- 2004: God Can, and He Will
- 2006: Best of Peggy Scott-Adams: 16 Hits!
- 2009: Back to the Roots
- 2012: Life after Bill
- 2018: Too Far Gone: Tribute to Jo Jo Benson (2018, mit Jo Jo Benson)

### Singles
| Jahr | Titel Album                             | Höchstplatzierung, Gesamtwochen, AuszeichnungChartplatzierungen (Jahr, Titel, Album, Platzierungen, Wochen, Auszeichnungen, Anmerkungen) | Höchstplatzierung, Gesamtwochen, AuszeichnungChartplatzierungen (Jahr, Titel, Album, Platzierungen, Wochen, Auszeichnungen, Anmerkungen) | Anmerkungen      |
| Jahr | Titel Album                             | US | R&B | Anmerkungen      |
| ---- | --------------------------------------- | --- | --- | ---------------- |
| 1968 | Lover’s Holiday Soulshake               | US31 (12 Wo.)US | R&B8 (19 Wo.)R&B | mit Jo Jo Benson |
| 1968 | Pickin’ Wild Mountain Berries Soulshake | US27 (10 Wo.)US | R&B8 (12 Wo.)R&B | mit Jo Jo Benson |
| 1969 | Soulshake                               | US37 (6 Wo.)US | R&B13 (7 Wo.)R&B | mit Jo Jo Benson |
| 1969 | I Want To Love You Baby Soulshake       | US81 (4 Wo.)US | R&B24 (6 Wo.)R&B | mit Jo Jo Benson |
| 1997 | Bill Help Yourself                      | US87 (4 Wo.)US | R&B50 (10 Wo.)R&B |                  |
| 1997 | Help Yourself                           | — | R&B76 (5 Wo.)R&B |                  |